# Władysław Goral
Władysław Goral, né le 1er mai 1898 à Stoczek et mort en février 1945 à Oranienburg, est un prélat catholique polonais, évêque auxiliaire de Lublin et évêque titulaire de Meloë-en-Isaurie (de) de 1938 à 1945. Mort au camp de concentration d'Oranienburg-Sachsenhausen, il est l'un des cent-huit martyrs polonais de la Seconde Guerre mondiale, béatifiés en 1999 par le pape Jean-Paul II.